# Tomaž Hostnik
Tomaž Hostnik, slovenski pianist, skladatelj, šansonjer in literat, * 25. september 1992.

## Življenjepis
Igranja na klavir se je začel učiti v Glasbeni šoli Škofja Loka. Nadalje je študiral v razredu Olega Mašheva na univerzi Antona Brucknerja v avstrijskem Linzu. Je član dvojcev Drajnarjuva vampa in Hostnik pa Krečič (ter Krečič pa Hostnik) ter zasedbe Vudlenderji (The Woodlanders). Kot solist se je dvakrat predstavil na Melodijah morja in sonca, in sicer leta 2019 s skladbo Irena in zasedel 3. mesto, drugič pa leta 2021, ko je s skladbo Ti sploh ne veš zasedel 6. mesto. 28. oktobra 2023 je s šansonom Dekle iz zlatih sanj zmagal na Festivalu slovenskega šansona, prejel je tudi nagrado za glasbo.
Je avtor večine besedil zasedb, v katerih nastopa, prav tako piše glasbo za predstave. Besedila so pogosto obarvana v dialektu (Golaž, Far ipd.). Ukvarja se tudi s pisateljstvom, je avtor nekaj del za otroke.

## Diskografija
- Divji Zahəd (Drajnarjuva vampa), 2015
- Mačahe (z Matijo Krečičem), 2020